# Samostan Naše ljube gospe, Magdeburg
Samostan Naše ljube gospe je samostan v starem mestnem jedru Magdeburga na Saškem - Anhaltu v Nemčiji. Stavbni kompleks je eden najpomembnejših romanskih kompleksov v Nemčiji. Danes se stavbe uporabljajo kot Mestni muzej umetnosti Kloster Unser Lieben Frauen in koncertna dvorana. Samostan je ena najbolj znanih mestnih znamenitosti. V neposredni bližini je Magdeburška stolnica in središče mesta.

## Zgodovina

### Ustanovitev od 1015
Samostan je bil ustanovljen okrog leta 1015 do 1018 s strani magdeburškega nadškofa Gera kot kolegijski samostan (Marienstift) in naseljen s kanoniki. Prva stavba je bila morda lesena. Gotovo je tudi, da je domnevni ukaz o ustanovitvi poznejši ponaredek. Nadškof Werner je samostan na novo uredil leta 1063/64. Rezultat je bila triladijska bazilika z ravnim stropom, kjer sta bila pokopana leta 1078 nadškof Werner in leta 1107 nadškof Henrik I. iz Assela. Gradnja nove bazilike je bila odložena, vendar se je nadaljevala po posvetitvi nadškofa Norberta Xantensa .

### Od leta 1129 samostan premonstratencev
Leta 1129 je nadškof Norbert Xantenski prenesel samostan na novoustanovljeni premonstratenski red, ki ga je potrdil papež Honorij II.. Samostan je po Prémontréju postal skoraj matični samostan reda na vzhodnem območju. V tem času je bila zgrajena cerkev z dvema cerkvenima stolpoma. Za klavzuro sta bila zgrajena dvonadstropna samostanska hiša, hišica vodnjak ter poletna in zimska jedilnica. Leta 1130 je prišlo do premestitve bolnišnice Alexius v samostan. Norbert Xantenski je bil pokopan leta 1134 pred križnim oltarjem. Pod Albrechtom Bärenskim je leta 1151 samostan dobil več vasi. Med nadaljnjo izgradnjo reda je imel samostan v letu 1180 že povezave s 16 hčerinskimi samostani.
Požar v mestu leta 1188 je poškodoval tudi samostansko Marienkirche. V času popravil in preoblikovanja, ki je bilo potrebno, je bila v severni apsidi zgrajena visoka kapela. V glavni ladji so stebre zamenjali s slopi, nekatere stebre pa ohranili. Na Veliki petek leta 1207 je gorela stara Magdeburška stolnica. Samostanska Marijina cerkev je bila zato naglo povzdignjena v stolnico. Na velikonočni praznik je nadškof Albrecht I. von Käfernburg tukaj daroval mašo. Leta 1211 je nadškof v tej cerkvi razglasil anatemo papeža proti Otonu IV.. Med letoma 1220 in 1240 je prišlo do sprememb z gotskimi elementi. Tako je v glavni ladji nastal križnorebrast obok in v stranskih ladjah križnosodčkast obok. Ohranjen je bil romanski značaj cerkve.
Leta 1293 so samostan podredili samostanom v Brandenburgu, Broda, Gottesgnaden, Gramzow, Havelberg, Jerichow, Kölbigk, Leitzkau, Mildenfurth, Pöhlde, Quedlinburg, Ratzeburg, Roda, Stade in Themnitz. Leta 1349 je bil samostan predan pokroviteljstvu Sankt-Ulrich-und-Levin-Kirche v Magdeburgu in nadškofa Otona von Hessna. Hkrati je bilo povezano pokroviteljstvo nad vsemi mestnimi cerkvami.
Po požaru dormitorija je bil ta leta 1445 obnovljen. Leta 1500 so obnovili korni obok in razširili korna okna. Medtem je v samostanu obstajala tudi tiskarna, ki se omenja leta 1504. Leta 1505 je bila na vzhodni strani dvorišča zgrajena gostilna. Leta 1506 je bila na cerkvenem dvorišču zgrajena romarska kapela na Oljski gori, ki naj bi povečala verski pomen samostana. Leta 1510 je bila vzhodno od samostanske cerkve zgrajena gostilna. Obok, ki ga uporablja gostišče kot klet, je še danes ohranjen.

### Reformacija
V času reformacije se samostan ni pridružil reformacijskemu gibanju v Magdeburgu, temveč je ostal katoliški. Leta 1524 pa je samostan izgubil pokroviteljstvo nad cerkvijo svetega Janeza v Magdeburgu in cerkvijo Sankt-Ulrich-und-Levin. V času  Šmalkaldenske vojne v letu 1546/1547 je bil samostan izropan, tako da je mestni svet prevzel ključno oblast nad oskrunjeno Marijino cerkvijo. 1550/1551 je bil med obleganjem mesta s cesarskimi enotami ponovno poškodovan dormitorij. V Augsburškem verskem miru iz leta 1555 je bila priznana imuniteta samostana, temeljila jena vrnitvi ključa leta 1558. Položaj menihov, ki so postali majhna katoliška skupnost, je ostal težaven. Leta 1570 so se kanoniki odločili, da bodo svoja bela oblačila opustili pred samostanom. Papež Gregor XIII. je leta 1582 govoril v cerkvi in Norberta Xantenskega, ki je bil pokopan v samostanu razglasil za svetnika. Grobnico so nato premestili zahodno od tedanje in izdelali marmorno nagrobno ploščo.
Ponovno odprtje cerkve svete Marije je bilo 25. marca 1591 s pridigarjem evangeličanskega pridigarja Magdeburške stolnice, Siegfrieda Sacka. To je bila prva evangeličanska pridiga v tej cerkvi. Po zadnjem katoliškem proštu samostana, ki je umrl leta 1597, so preostali katoliški verniki 4. aprila 1601 zapustili samostan. Kosti svetega Norberta so ostale.
Leta 1626 je opat iz samostana Strahov, Caspar Questenberški, odpotoval v Magdeburg, da bi prenesel Norbertove kosti v Prago. Čeprav so Magdeburg med tridesetletno vojno obkolili vojaki Wallensteina, je ta akcija uspela. Caspar von Questenberg je leta 1628 z ukazom cesarja prisilil vrnitev samostana premonstratencem. V samostan so se vrnili trije kanoniki iz Češke in šest iz nizozemskih dežel. Med napadi in obsežnim uničenjem Magdeburga 10. maja 1631 s strani cesarskih enot pod Tillyjem, je bil samostan poškodovan le relativno malo. Napadalci so samostan obravnavali ločeno in ga zaščitili pred ropanjem. Leta 1632 so menihi, ki so prišli leta 1628, znova zapustili samostan - s seboj pripeljali knjižnico in arhiv.
Zaradi uničenja v mestu se mestne cerkve dolgo niso uporabljale. Med letoma 1639 in 1645 je mesto Magdeburg uporabljalo samostanski kompleks. Leta 1642 je Ernestus Bake kot kustos uporabil stolnični kapitelj kot prošt, čeprav v nasprotju s pravili. To funkcijo je opravljal do leta 1646. Leta 1650 je bil samostan prenesen na volilnega knezaFriderika Viljema iz Brandenburga. Leta 1689 je bila samostanska cerkev svete Marije dodeljena za uporabo zahodnoevropskim verskim beguncem (Palatin). V letih od 1696 do 1700 so obnovili glavno apsido in južne korne zidove in namestili obokana okna.

### Samostanska šola
Na predlog Burcharda Müllerja, palatinskega pridigarja, je bila ustanovljena 1. junija 1698 samostanska šola. 1700 je bila ustanovljena samostanska šolska knjižnica, ki obstaja do danes. 1718 je samostanska šola prejela ime Pädagogium zum Kloster Unser Lieben Frauen. Od leta 1719 so na sosednjih ulicah, po naročilu guvernerja princa Leopolda Anhalt-Dessau, dogradili samostan. Severno od križnega hodnika je bila leta 1746 zgrajena stanovanjska stavba, tako imenovana Mittelhaus, za učence in učitelje šole. Z imenovanjem leta 1780 Gotthilfa Sebastiana Rötgerja za provosta in prelatov ter posledične uvedbe sodobnih učnih metod, je Pädagogium pridobil nacionalen ugled. Leta 1800 je bil za rektorja imenovan Friedrich August Göring. Med diplomanti šole, med drugimi, sta bila pisatelj Carl Leberecht Immermann (1807-1813) in dramatik Georg Kaiser. 1814 so Magdeburg zasedli francoski vojaki in uporabljali samostan kot konjušnico in bolnišnico. Samostanska cerkev je bila uporabljena kot hlev.
Leta 1880 je bil Christian Georg Kohlrausch (1851-1934) imenovan za učitelja gimnastike. Tam je delal do svoje upokojitve leta 1913 in objavil leta 1882 poskus metanja diska, kar je postalo znano, da je omogočilo ponovno uvedbo te športne discipline antičnih olimpijskih iger do leta 1896 in prvih olimpijskih iger moderne dobe. V tem času je v Magdeburgu vodil tudi nogomet in je bil ena od osrednjih osebnosti športnega gibanja.

### Sekularizacija
V letih od 1832 do 1834 je potekala sekularizacija samostana. Pädagogium je postal državna šola. Tukaj je deloval na primer teolog Karl Christoph Gottlieb Zerrenner. Leta 1888 so porušili romarsko kapelo na Oljski gori. Vhodni portal cerkve je bil premaknjen na severno stran kompleksa. 1907 so postavili orgle. V letih 1925 in 1926 je potekala obsežna obnova samostana. Leta 1928 se je Pädagogium združil s stolnično gimnazijo Magdeburg. Od leta 1929 je evangeličansko-luteranska cerkev uporabljala samostansko cerkev za svoje službe.

### Vojni spomenik padlim učiteljem in študentom
21. avgusta 1921 je bil v samostanskem križnem hodniku postavljen spomenik bojevnika, ki ga je ustvaril kipar Ludwig Thormaehlen, učiteljem in učencem gimnazije, ki so padli v prvi svetovni vojni. Poleg dveh tabel z imeni je Thormaehlen leta 1918 naredil doprsni kip prijatelja Bernharda von Uxkulla. Doprsni kip naj bi bil prototip za vse vojne prostovoljce leta 1914. Čeprav sta obe imenski tabli izginili, je stela še vedno ohranjena.

### Druga svetovna vojna
Med drugo svetovno vojno so leta 1945 med letalskimi napadi uničili zahodno krilo samostana in streho cerkve. Med letoma 1947 in 1949 je bil obnovljen kor cerkev svete Marije, leta 1948 so porušili orgle.

### Nemška demokratična republika
Evangeličansko-luteranska kongregacija se je med letoma 1950 in 1957 uporabljala visoko kapelo. Verska uporaba samostana je bila končana. Novi namen objekta mora postati kulturna oraba. Leta 1959 se je začela obnova zahodnega dela križnega hodnika. Sprejemnica v severnem krilu je bila porušena leta 1960. 1. januarja 1966 je samostanski kompleks postal last mesta Magdeburg. Leta 1969 je sledila prva razstava o zgodovini mesta. 1973 je sledilo rušenje samostanske šolske knjižnice in namestitev portala Heinricha Apela. 1. oktobra 1974 je bil samostan odprt kot muzej likovne umetnosti. Sledila so nadaljnja restavratorska dela, tako da se je razširila uporabna površina. Vendar rekonstrukcije poletnega refektorija ni bilo. Tu je bila garderoba in kavarna. Od leta 1975 je bil nekdanji samostan kot Muzej umetnosti samostan naše ljube gospe s sklepom Sveta z dne 11. junija 1975 namenjen sprejemu magdeburških umetniških zbirk in predstavitvi likovnih razstav. Leta 1976 so v samostanu odprli »Narodno zbirko malih umetnosti NDR«. Samostanska cerkev svete Marije je bila obnovljena v Koncertno dvorano Georg Philipp Telemann. Leta 1977 je bilo nameščeno talno ogrevanje in postavljena bronasta vrata, ki jih je oblikoval Waldemar Grzimek. Koncertna dvorana je bila 17. septembra 1977 zaključena.
Leta 1978 je cerkev dobila nove zvonove. Bronasti zvonovi skupno težo 9.901 kilogramov. 
Leta 1988 se je začela obnova zgornjega dela križnega hodnika. Leta 1989 je bilo okoli samostana postavljenih 45 velikih skulptur, ki dopolnjujejo majhno plastično zbirko. Poleg tega je Wieland Förster ustvaril bronast relief za vrata visoke kapele.
Po združitvi Nemčij leta 1990 je Werner Stötzer za spodnji del križnega hodnika leta 1992 dodal še druga bronasta vrata. Leta 1994 se je po obnovi kripte, leta 1999 začela prenova križnega hodnika. Leta 1993 je bil samostan razglašen za središče novoustanovljene Romanske ceste (turistične ceste skozi Saško - Anhalt, dela Transromanice, ki poteka skozi Italijo, Slovenijo, Avstrijo in Nemčijo in jo je Leta 2006 je Svet Evrope imenoval Transromanico za evropsko kulturno pot Leta 2006 je Svet Evrope imenoval za evropsko kulturno pot).
Medtem je v Magdeburgu spet majhen premonstratenski samostan "Naše ljube gospe", ki pa ni povezan s starimi samostanskimi zgradbami. Spada pod samostan Hamborn.
- Samostanska cerkev svete Marije, notranjost obnovljena avgusta 1971
- Notranjost ladje
- Notranjost proti vzhodu
- Konzola nad stebrom v ladji
- Pogčed v samostanski vrt
- Južni portal z romankimi kapiteli (iz 1150) desno in bronastimi vrati Waldemarja Grzimeka 1972 in 1976

## Muzej
Umetniški muzej Kloster Unser Lieben Frauen Magdeburg je muzej sodobne umetnosti v Magdeburgu.
Muzej je sredi starega mestnega jedra, v bližini obrežja Labe in Magdeburške stolnice, v srednjeveškem stavbnem kompleksu samostana Naše ljube gospe. V srednjem veku je bil najpomembnejši nemški premonstratenski samostan, danes je najpomembnejša zbirka in razstavni prostor sodobne mednarodne umetnosti v deželi Saška - Anhalt. Velik umetnostni muzej sodobne umetnosti v dobro ohranjeni romanski zgradbi omogoča kulturni most med preteklostjo in sedanjostjo, ki je edinstven v nemški muzejski pokrajini.
Posebne razstave in zbirka so posvečene žanrom mednarodne in nacionalne sodobne umetnosti. Poudarek v zbirki je na umetnosti od leta 1945 do danes, predvsem kiparstvu, medijski umetnosti in fotografiji. Območja zgodovinskih zbirk vključujejo dela kiparstva od antike skozi srednji vek do baroka. Zbirka je danes končana. Od leta 1976 do 1990 se je dejavnost zbiranja osredotočila na plastiko iz NDR. Danes je tudi to območje zbiranja zaključeno.